# Serie A 1942/1943
Soutěžní ročník Serie A 1942/1943 byl 43. ročník nejvyšší italské fotbalové ligy a 14. ročník pod názvem Serie A. Konal se od 4. října 1942 do 25. dubna 1943. Soutěž vyhrál po patnácti letech již podruhé ve své klubové historie Turín.
Nejlepším střelcem této sezony se stal italský fotbalista Silvio Piola (Lazio), který vstřelil 21 branek a vyhrál tak po šesti letech již druhý střelecký titul.

## Události

### Před sezonou
Obhájci titulu z Říma se neposílili o velká jména ale velké posilování kádru bylo v Turíně. Z Benátek přišla dvojce Mazzola a Loik za celkem 1,2 milionů lir a dva hráči k tomu. Rivalský klub Juventus se posílil o střelce Meazzu (Milán) s Borelem (Turín) a o brankáře Sentimentiho (Modena). Po špatné minulé sezoně se Ambrosiana-Inter posílil o Olmiho (Juventus). Také Milán chtěl napravit minulou špatnou sezonu a do klubu přišel Bonomi (Pirelli). Nováček Vicenza se posílila o Colaussiho (Juventus).
Naopak do nižších lig odešla spousta hráčů:Olivieri (Turín – Brescia), Perazzolo (Janov – Brescia), po 14 letech v klubu a pětinásobný mistr ligy Varglien (Juventus – Sanremese), Remondini (Milán – Modena), Frossi (Ambrosiana-Inter – Pro Patria), Chizzo (Janov – Anconitana), Carapellese (Turín – Spezia) a Amoretti (Liguria – Palermo). Konec kariéry ukončili hráči Juventusu Ceresoli a Ferrari, který se stal novým trenérem Ambrosiany-Inter.

### Během sezony
Velké překvapení sezony byl klub Livorno, které se v minulé sezoně zachránilo před sestupem, ovládl tabulku. Vedl jí až do 26. kola, kdy jej vystřídal Turín. Ten se rozhodl po 24. kole odvolat trenéra Kuttika a nahradit jej klubovou legendou Janniho. Posledních šest kol vyhrála a o jeden bod byla lepší než Livorno. Býci tak získali druhý titul v klubové historii. Třetí místo získal Juventus, který získal o sedm bodů méně než mistr ligy.
Sestup do 2. ligy měl první zajištěn klub z Janova Liguria a o druhé sestupové místo si v play out rozhodlo pro Bari. Jenže kvůli válečném konfliktu, které se konalo i v Itálii se žádná fotbalová soutěž nerozjela a tak další sezona byla odstartována až po válce.

## Účastníci
| Klub             | Město     | Stadion                     | Trenér                                                 | Nejlepší střelec                       |
| ---------------- | --------- | --------------------------- | ------------------------------------------------------ | -------------------------------------- |
| Ambrosiana-Inter | Milán     | Arena Civica                | Giovanni Ferrari                                       | Giovanni Gaddoni (14)                  |
| Atalanta         | Bergamo   | Stadio Mario Brumana        | János Nehadoma                                         | Adriano Gè (12)                        |
| Bari             | Bari      | Stadio della Vittoria       | János Vanicsek (1.–17. kolo) Raffaele Costantino       | Dante Di Benedetti, Camillo Fabbri (6) |
| Benátky          | Benátky   | Stadio Pier Luigi Penzo     | Giovanni Battista Rebuffo (1.–17. kolo) János Vanicsek | Francesco Pernigo (9)                  |
| Boloňa           | Boloňa    | Stadio del Littoriale       | Mario Montesanto                                       | Frane Matošić (13)                     |
| Fiorentina       | Florencie | Stadio Giovanni Berta       | Giuseppe Galluzzi                                      | Renato Gei, Angelo Bollano (11)        |
| Janov            | Janov     | Stadio Luigi Ferraris       | Guido Ara                                              | Guglielmo Trevisan (20)                |
| Juventus         | Turín     | Stadio Benito Mussolini     | Virginio Rosetta                                       | Vittorio Sentimenti (19)               |
| Lazio            | Řím       | Stadio Nazionale            | Alexander Popovic                                      | Silvio Piola (21)                      |
| Liguria          | Janov     | Stadio del Littorio         | Tony Cargnelli                                         | Ernani D'Alconzo (9)                   |
| Livorno          | Livorno   | Stadio Edda Ciano Mussolini | Ivo Fiorentini                                         | Teresio Piana (12)                     |
| Milán            | Milán     | Arena Civica                | Mario Magnozzi                                         | Walter Del Medico (8)                  |
| Řím              | Řím       | Stadio Nazionale            | Alfréd Schaffer (1.–10. kolo) Géza Kertész             | Amedeo Amadei (14)                     |
| Turín            | Turín     | Stadio Filadelfia           | András Kuttik (1.–24. kolo) Antonio Janni              | Guglielmo Gabetto (14)                 |
| Triestina        | Terst     | Stadio Littorio             | Mario Villini (1.–13. kolo) Guido Testolina            | Francesco Cergoli (7)                  |
| Vicenza          | Vicenza   | Campo del Littorio          | Pietro Spinato                                         | Alberto Marchetti (12)                 |

## Tabulka
| Poř. | Tým              | Z  | V  | R  | P  | VG | OG | B  |
| ---- | ---------------- | -- | -- | -- | -- | -- | -- | -- |
| 1.   | Turín            | 30 | 20 | 4  | 6  | 68 | 31 | 44 |
| 2.   | Livorno          | 30 | 18 | 7  | 5  | 52 | 34 | 43 |
| 3.   | Juventus         | 30 | 16 | 5  | 9  | 75 | 55 | 37 |
| 4.   | Ambrosiana-Inter | 30 | 15 | 4  | 11 | 53 | 38 | 34 |
| 5.   | Janov            | 30 | 14 | 5  | 11 | 59 | 53 | 33 |
| 6.   | Boloňa           | 30 | 12 | 5  | 13 | 53 | 39 | 29 |
| 7.   | Milán            | 30 | 10 | 9  | 11 | 39 | 44 | 29 |
| 8.   | Fiorentina       | 30 | 12 | 5  | 13 | 55 | 61 | 29 |
| 9.   | Lazio            | 30 | 10 | 8  | 12 | 56 | 59 | 28 |
| 10.  | Atalanta         | 30 | 11 | 6  | 13 | 34 | 44 | 28 |
| 11.  | Řím              | 30 | 12 | 4  | 14 | 36 | 50 | 28 |
| 12.  | Vicenza          | 30 | 8  | 9  | 13 | 36 | 44 | 25 |
| 13.  | Triestina        | 30 | 5  | 14 | 11 | 32 | 40 | 24 |
| 14.  | Benátky          | 30 | 8  | 8  | 14 | 34 | 46 | 24 |
| 15.  | Bari             | 30 | 7  | 10 | 13 | 24 | 38 | 24 |
| 16.  | Liguria          | 30 | 7  | 7  | 16 | 36 | 66 | 21 |

Poznámky
- Z = Odehrané zápasy; V = Vítězství; R = Remízy; P = Prohry; VG = Vstřelené góly; OG = Obdržené góly; B = Body
- za výhru 2 body, za remízu 1 bod, za prohru 0 bodů.
- při rovnosti bodů se hrálo play off.

|  | Mistr ligy        |
|  | Sestup do Serie B |

## Statistiky

### Výsledková tabulka
|            | Ambrosiana | Atalanta | Bari | Benátky | Boloňa | Fiorentina | Janov | Juventus | Lazio | Liguria | Livorno | Milán | Řím | Turín | Triestina | Vicenza |
| ---------- | ---------- | -------- | ---- | ------- | ------ | ---------- | ----- | -------- | ----- | ------- | ------- | ----- | --- | ----- | --------- | ------- |
| Ambrosiana | –          | 1:0      | 0:0  | 1:4     | 1:0    | 4:0        | 3:0   | 3:1      | 4:1   | 5:1     | 0:1     | 3:1   | 0:2 | 1:0   | 1:0       | 1:2     |
| Atalanta   | 2:5        | –        | 2:0  | 1:2     | 1:0    | 1:0        | 3:1   | 0:2      | 2:0   | 2:0     | 0:2     | 0:0   | 2:1 | 1:0   | 2:2       | 2:2     |
| Bari       | 1:0        | 0:0      | –    | 2:1     | 0:1    | 4:2        | 0:0   | 2:3      | 2:1   | 2:0     | 1:1     | 2:0   | 2:2 | 0:1   | 1:0       | 0:0     |
| Benátky    | 0:2        | 1:1      | 0:0  | –       | 1:0    | 0:1        | 3:0   | 0:1      | 0:0   | 1:1     | 1:1     | 1:3   | 1:1 | 1:2   | 0:1       | 2:1     |
| Boloňa     | 3:1        | 2:0      | 0:2  | 4:0     | –      | 3:1        | 3:1   | 2:2      | 4:0   | 3:3     | 1:2     | 3:0   | 4:2 | 1:2   | 2:2       | 1:2     |
| Fiorentina | 2:0        | 2:0      | 2:1  | 1:0     | 0:1    | –          | 3:2   | 3:4      | 1:1   | 5:1     | 4:3     | 3:0   | 3:0 | 2:3   | 2:2       | 4:2     |
| Janov      | 1:0        | 1:0      | 5:1  | 3:2     | 3:1    | 0:2        | –     | 1:2      | 6:5   | 3:0     | 5:2     | 4:2   | 0:2 | 3:3   | 1:1       | 6:1     |
| Juventus   | 4:2        | 5:1      | 5:2  | 5:0     | 3:1    | 5:2        | 3:2   | –        | 2:4   | 4:1     | 3:0     | 1:1   | 1:2 | 2:5   | 6:2       | 2:6     |
| Lazio      | 3:1        | 3:2      | 1:1  | 0:0     | 2:1    | 3:3        | 1:1   | 5:3      | –     | 5:1     | 0:1     | 4:2   | 3:1 | 2:3   | 3:1       | 2:1     |
| Liguria    | 1:1        | 3:0      | 1:0  | 1:0     | 1:7    | 2:2        | 1:2   | 1:0      | 2:0   | –       | 1:2     | 2:2   | 3:0 | 2:3   | 1:1       | 3:1     |
| Livorno    | 4:2        | 1:1      | 2:1  | 1:1     | 1:0    | 4:1        | 3:1   | 0:3      | 4:2   | 3:1     | –       | 3:1   | 2:0 | 0:0   | 0:0       | 2:0     |
| Milán      | 0:3        | 0:1      | 1:2  | 3:1     | 3:2    | 1:3        | 0:0   | 2:0      | 4:1   | 0:0     | 1:1     | –     | 4:1 | 1:0   | 2:0       | 1:1     |
| Řím        | 1:3        | 2:1      | 2:1  | 1:0     | 1:1    | 1:0        | 2:3   | 1:2      | 1:0   | 5:1     | 1:0     | 1:1   | –   | 0:4   | 1:2       | 1:0     |
| Turín      | 1:3        | 4:2      | 3:1  | 3:0     | 2:1    | 5:0        | 3:1   | 2:0      | 2:2   | 3:0     | 1:2     | 0:1   | 4:0 | –     | 4:1       | 0:0     |
| Triestina  | 0:0        | 0:1      | 1:1  | 1:1     | 0:0    | 3:0        | 0:1   | 1:1      | 0:0   | 3:1     | 1:1     | 0:1   | 2:0 | 2:3   | –         | 2:0     |
| Vicenza    | 2:2        | 2:3      | 2:0  | 1:0     | 0:1    | 3:0        | 0:1   | 0:0      | 1:1   | 1:1     | 1:3     | 1:1   | 1:2 | 0:1   | 2:1       | –       |

### Play out o sestup
| 2. květen 1943 | Bari | 1 – 1 | Benátky | Řím |  |  |
|                |      |       |         |     |  |  |
|                |      |       |         |     |  |  |

| 9. květen 1943 | Triestina | 2 – 0 | Benátky | Florencie |  |  |
|                |           |       |         |           |  |  |
|                |           |       |         |           |  |  |

| 16. květen 1943 | Triestina | 3 – 2 | Bari | Modena |  |  |
|                 |           |       |      |        |  |  |
|                 |           |       |      |        |  |  |

| 6. červen 1943 | Benátky | 3 – 2 | Bari | Boloňa |  |  |
|                |         |       |      |        |  |  |
|                |         |       |      |        |  |  |

Klub Bari sestoupil.

## Střelecká listina
| Pořadí | Jméno               | Klub             | Branky |
| ------ | ------------------- | ---------------- | ------ |
| 1.     | Silvio Piola        | Lazio            | 21     |
| 2.     | Guglielmo Trevisan  | Janov            | 19     |
| 3.     | Vittorio Sentimenti | Juventus         | 17     |
| 4.     | Riza Lushta         | Juventus         | 16     |
| 5.     | Amedeo Amadei       | Řím              | 14     |
| 5.     | Guglielmo Gabetto   | Turín            | 14     |
| 5.     | Giovanni Gaddoni    | Ambrosiana-Inter | 14     |
| 8.     | Frane Matošić       | Boloňa           | 13     |
| 9.     | Pietro Ferraris     | Turín            | 12     |
| 9.     | Adriano Gè          | Atalanta         | 12     |
| 9.     | Alberto Marchetti   | Vicenza          | 12     |
| 9.     | Teresio Piana       | Livorno          | 12     |

## Vítěz
| Serie A Vítěz pro rok 1942/43 |
| ----------------------------- |
| Turín FC                      |
|                               |